# NAHT
Die National Alliance of HUD Tenants, kurz NAHT, ist eine US-amerikanische Mietervereinigung mit Sitz in Boston.
NAHT ist von der Zielrichtung her dem Deutschen Mieterbund ähnlich. Die Organisation wurde 1991 gegründet. Sie vertritt insbesondere die Interessen von einkommensschwachen Familien mit vielen Kindern, die auf Unterstützung durch das United States Department of Housing and Urban Development, kurz HUD, angewiesen sind. Zu ihren Aktivitäten gehört der Protest gegen Spekulation und Zwangsräumungen durch den Konzern AIMCO, der mit über 240.000 Wohnungen den größten Real-Estate-Investment-Trust in den Vereinigten Staaten darstellt. Sie ist Mitglied in der internationalen Vereinigung Habitat International Coalition.